# TE Connectivity
TE Connectivity er en multinational schweizisk-amerikansk producent af elektriske stik, sensorer og netværksudstyr til transport, industri og telekommunikation. Virksomheden har hovedkvarter i Schaffhausen, Schweiz og i Berwyn, Pennsylvania.
I 2020 havde de 92.000 ansatte og en omsætning på 16,281 mia. US $.
I 2008 blev gennemført en omstrukturering af Tyco Electronics og Covidien.